# Maulets (historia)

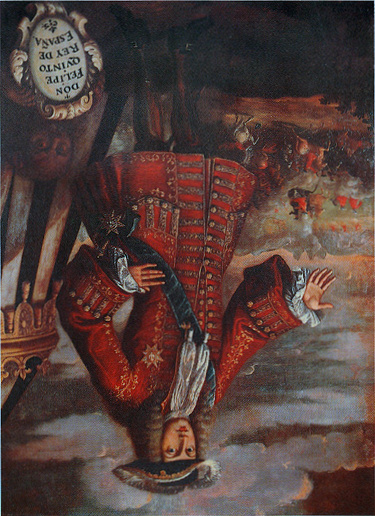
Retrato de Felipe V boca abajo que se encuentra en la Casa de la Enseñanza, el Museo de Bellas Artes de Játiva.

Maulets era el término usado en valenciano y mallorquín  para referirse a los partidarios del archiduque Carlos de Austria —proclamado rey como Carlos III—, generalmente campesinos, en el Reino de Valencia durante la Guerra de Sucesión Española. Dado que los motivos para decantarse por un pretendiente u otro eran principalmente económicos o sociales, los campesinos de realengo, el alto clero y la nobleza se posicionaron a favor de Felipe V, mientras que la mayoría de los campesinos, así como el bajo clero, los gremios urbanos y una parte de la pequeña nobleza se decantaron a favor del candidato austriaco.
El origen de este nombre satírico, maulet, parece estar en el diminutivo de la voz árabe maula, que significa esclavo o persona de baja clase social que se encuentra subordinada, ya sea en forma de dependencia o de clientela. El Diccionario histórico de la Comunidad Valencia también considera el término maulet como el diminutivo de maula (entendida como 'cosa inútil y despreciable'), por lo que haría alusión a la "persona de modesta categoría social y que se encuentra en una relación subordinada de clientela o dependencia". En principio se aplicó al sector más radical del austracismo valenciano encabezado por Joan Baptista Basset, aunque finalmente se extendió a todos los partidarios del Archiduque.
En las batallas utilizaban como distintivo el sonido de un cuerno rugoso (Charonia nodifera), el caracol marino más grande del Mediterráneo. Años más tarde, todo aquel que poseyera un cuerno de este tipo era sospechoso de haber sido maulet. Actualmente el nombre es usado por la organización de izquierda Maulets.
El término designado para referirse a los adversarios, los partidarios de Felipe V de España, era el de botifler.

## Orígenes
La expulsión de lo que quedaba de la población musulmana peninsular en 1609 supuso un brutal descenso en el número de trabajadores en el campo, sobre todo en las zonas donde había una importante cantidad de moriscos, especialmente notable en el caso del Reino de Valencia. Como consecuencia, el rey concedió a la nobleza local todos los derechos sobre las tierras que hasta el momento eran cultivadas por la población expulsada. Con este permiso los nobles impusieron a la nueva población cristiana particiones de tierras y cuantiosos impuestos. Puede que la necesidad de trabajo indujera a estas familias a aceptar estas condiciones, pero no hubo protestas durante 50 años.
A finales del siglo XVII, una parte de esta población campesina prosperó cultivando y exportando vino, brandy, pasas y en menor medida seda. Fue entonces cuando empezaron a cuestionarse los elevados impuestos que reducían considerablemente sus beneficios, e intentaron acabar con este sistema tanto por medios legales como violentos. La vía judicial fue inútil, por lo que decidieron tomar las armas en lo que se conoce como Segunda Germanía —aunque lo único común con la Rebelión de las Germanías es el nombre—. La rebelión fue sofocada por el virrey y los ejércitos de la nobleza en el año 1693 en la batalla de la Setla de Nunyes, cerca de la población de Muro de Alcoy.

### La Segunda Germanía
Los campesinos que tomaron parte en los sucesos de esta Segunda Germanía reclamaban aproximadamente lo mismo que reclamarían los maulets pocos años después: rechazaban los derechos señoriales sobre las tierras que anteriormente habían pertenecido a los musulmanes expulsados, y recordaban los derechos concedidos por Jaime I de Aragón durante la conquista de Valencia para denunciar la explotación a la que se veían sometidos por parte de los nobles, los cuales «pretendían sacar de los cristianos viejos lo mismo que sacaban de los moros», hasta el punto de que las leyes reales prohibieron estos impuestos y tributos a los cristianos. Sin embargo, los nobles alegaban que el rey Felipe III de España, al expulsar a los moriscos, les había dado aquellas tierras en propiedad, sobre las que ahora tenían todos los derechos y que podían imponer sobre los campesinos las condiciones que quisieran.
Pese a la derrota sufrida por los rebeldes, los campesinos continuaron sin aceptar la situación y esperaron una situación propicia para volver a reivindicar sus peticiones. Esta situación apareció en 1700 cuando Carlos II de España murió sin descendencia.

## La Guerra de Sucesión

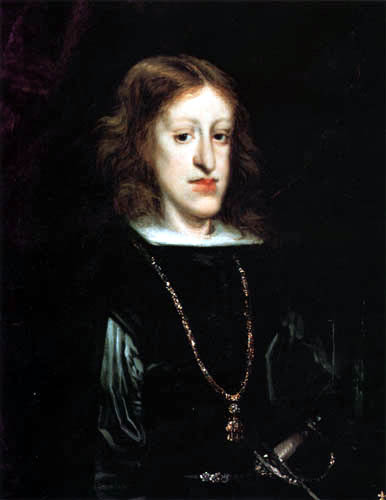
La muerte sin descendencia de Carlos II de España provocó el enfrentamiento.

Cuando Felipe de Anjou tomó posesión del reino como Felipe IV de Valencia, en este ya existían partidarios del otro candidato al trono español, el archiduque Carlos de Austria. Las razones para esto eran diversas, como la lealtad a la Casa de Austria, la aversión hacia los franceses por parte de los mercaderes e industriales y la desconfianza hacia una supuesta actitud centralista del monarca. Sin embargo, la causa austracista no habría podido imponerse en el Reino de Valencia sin que los mercaderes y exportadores de vino, brandy, seda y otros productos agrícolas, política y económicamente muy importantes, hubiesen contratado a un personaje clave, el general Juan Bautista Basset. Basset, general valenciano nacido en Alboraya, era hijo de una familia de artesanos, sabía conectar con el pueblo y entendía sus reclamaciones y necesidades. Había servido en Italia y Hungría con Georg von Hessen-Darmstadt, príncipe de Hesse-Darmstadt, noble alemán que había sido anteriormente virrey de Cataluña.
Los mercaderes y exportadores de la Corona de Aragón se oponían a Felipe de Anjou debido a que sus negocios estaban dirigidos principalmente hacia los Países Bajos e Inglaterra, conocidas en aquel momento como Potencias Marítimas, ya que no podían comerciar con los virreinatos españoles en América, que pertenecían a la Corona de Castilla.
En 1701 estalló en toda Europa la Guerra de Sucesión Española para decidir quién ocuparía el trono español tras la muerte de Carlos II de España. A Felipe de Anjou, que había sido nombrado como heredero en el testamento del monarca fallecido, se opusieron las Provincias Unidas, Inglaterra, Portugal, el Ducado de Saboya y Austria, que presentó al archiduque Carlos de Austria como alternativa al príncipe francés de la Casa de Borbón. Con el estallido de la guerra, las exportaciones dejaron de realizarse, lo que conllevó una crisis económica para los mercaderes y campesinos que vendían y producían estos bienes.

## Una rebelión exitosa

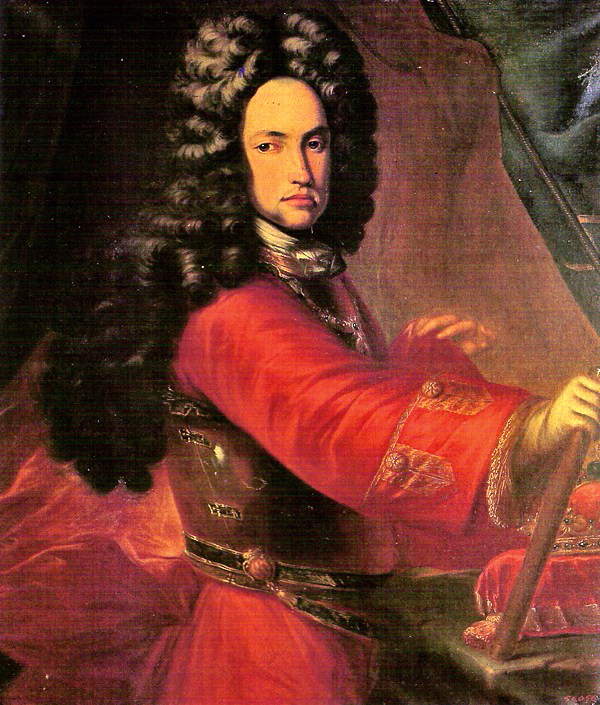
Retrato del archiduque Carlos de Austria.

Desde 1704, Francisco Dávila, que probablemente había sido uno de los líderes de la Segunda Germanía que había escapado de la represión, recorrió todo el sur del Reino de Valencia explicando a los campesinos que el pretendiente austriaco estaba dispuesto a abolir todos los derechos de los nobles. Así, cuando Juan Bautista Basset desembarcó en Altea en agosto de 1705, la rebelión se extendió con facilidad por la región.
Basset alcanzó Valencia vía Altea, Denia, Gandía y Alcira, sin encontrar oposición a sus tropas. Cuando los nobles partidarios de Felipe V o las fortalezas intentaron resistir a su avance, los campesinos armados les obligaron a retirarse. Así, el virrey, el duque de Gandía y otros nobles y botiflers empezaron a huir a Castilla, ya que no confiaban en la resistencia de la capital del reino.
La ciudad de Valencia abrió las puertas al ejército austracista sin oponer resistencia, al tiempo que llegaban noticias del levantamiento de Cataluña y de la llegada del mismo archiduque Carlos de Austria a Barcelona. Estos hechos ayudaron a extender la revuelta entre Vinaroz y Benicarló a Villarreal y Castellón de la Plana, donde los maulets se hicieron fuertes. Una vez instalado en Valencia como virrey en funciones, y con la mayor parte del reino bajo el poder de los maulets, la primera medida tomada por Basset fue la de abolir los impuestos recibidos por los nobles.
Entre las medidas tomadas figuraba la supresión del dret de portes ("derecho de puertas") —un impopular impuesto sobre los productos de las colonias en Valencia—, así como el impago de impuestos al monarca. Basset toleró, y en cierta forma fomentó, la persecución, arresto y expulsión de los ciudadanos franceses, mercaderes principalmente, que eran considerados por el pueblo como enemigos y por los mercaderes locales como peligrosos competidores. A la vez, se restablecieron las relaciones con las Potencias Marítimas, partidarias del candidato austriaco, retomando el comercio con estas. Basset pasó a arrestar y confiscar los bienes de los botiflers más importantes.

## Enfrentamiento entre los aliados
Basset, una vez instalado en el Reino de Valencia, debía organizar la defensa contra las tropas partidarias de Felipe V, y pidió ayuda al archiduque Carlos debido a que vio que los maulets no eran una fuerza capaz de hacer frente a los ejércitos franceses y españoles. Como ayuda a Basset fue enviado un ejército inglés a las órdenes de Charles Mordaunt, conocido como lord Peterborough. La llegada de estas nuevas tropas se pudieron rechazar los ataques enemigos pero creó un nuevo poder político en el reino, comandado por el conde de Cardona, que no tenía ninguna intención de permitir los excesos cometidos por los maulets. Tanto lord Peterborough como Cardona tenían instrucciones de acabar con los excesos cometidos y ganarse así el favor de los nobles, que en su mayoría apoyaban al candidato borbónico.
Otro de los problemas es que el archiduque Carlos de Austria, como propietario de tierras de realengo y principal señor de la Orden de Montesa, había experimentado una reducción en los ingresos a causa de la negativa de los maulets a su pago. Este dinero era indispensable para mantener el ejército en la contienda, y como consecuencia se debía actuar contra los maulets y su líder, Basset.
Cardona y Peterborough empezaron una ofensiva contra algunos de los colaboradores de Basset, acusándolos de la confiscación inapropiada de bienes pertenecientes a ciudadanos franceses y a botiflers, y encarcelándolos a la espera de juicio. Basset, por su parte, fue enviado a Alcira y posteriormente a Játiva para que participara en los combates. El 25 de junio de 1706, el archiduque Carlos logró entrar en Madrid, y el 2 de julio el archiduque fue proclamado rey de España. Se aprovecharon las celebraciones para enviar a Peterborough a Játiva y arrestar y encarcelar a Basset, lo que provocó revueltas entre las clases populares.
En Valencia se escucharon gritos de «Viva Basset, antes que Carlos III» («Visca Basset, abans que Carles III» en valenciano), lo que demostraba el sentimiento mayoritario de los valencianos. De hecho, Peterborough tuvo que girar los cañones para apuntar al interior de la ciudad y controlar a la población. Las manifestaciones de protesta duraron varios días, se enviaron cartas al rey a Barcelona y hubo declaraciones públicas en favor de Basset y sus reformas en numerosos lugares. Sin embargo, las protestas cesaron esperando que el archiduque Carlos liberara a Basset al llegar a Valencia, ya que una rebelión contra las tropas austracistas y con el ejército borbónico amenazando de invadir el reino habría sido contraproducente.

## Derrota y retirada

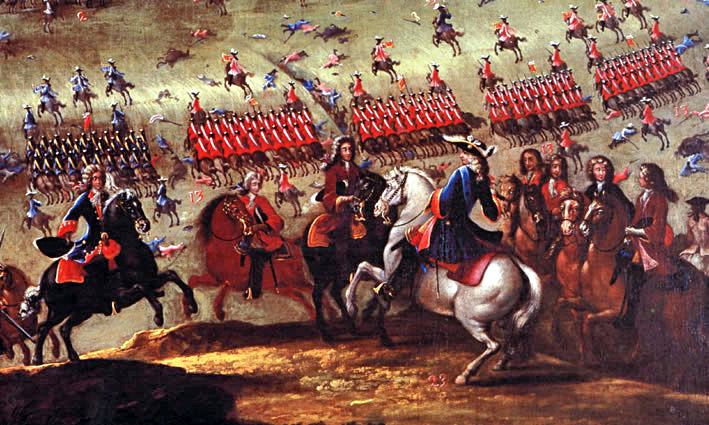
Detalle de la Batalla de Almansa, óleo de Buonaventura Ligli, Museo del Prado.

Mientras tanto, los maulets continuaban sin pagar el dret de portes o cualquier otro impuesto. El archiduque Carlos pidió a las autoridades valencianas que reclamaran el pago de las tasas, pero no tuvo demasiado éxito. Carlos de Austria se había visto obligado a retirarse de Madrid, y posteriormente las tropas austracistas fueron derrotadas en la batalla de Almansa por James Fitz-James, primer duque de Berwick, el 25 de abril de 1707. Tras esta nueva derrota Carlos se retiró a Barcelona junto al virrey, los miembros de la administración y las tropas restantes. Sin un ejército organizado para la resistencia en el Reino de Valencia, las tropas borbónicas penetraron con facilidad en el reino. El duque de Orleans Felipe II llegó a Almansa el 26 de abril, y desde allí y junto al duque de Berwick se dirigieron a Requena el día 27. La ciudad cayó en manos borbónicas el 6 de mayo y la ciudad de Valencia fue tomada por Berwick el día 12. Felipe V aprobó los Decretos de Nueva Planta en Valencia el 29 de junio, con lo que eran abolidos los Fueros de Valencia.
El ejército borbónico avanzó hacia Tortosa ocupando las ciudades a su paso que restaban en manos de los maulets. Así, fueron tomadas y saqueadas ciudades como Gandía, Alcira, Denia, Alcoy, Alicante, Játiva o Villarreal. Los maulets que restaban escaparon a las montañas, desde donde continuaron la resistencia durante algunos años. Por ejemplo, el asalto llevado a cabo el 11 de abril de 1708 al castillo de Guadalest pudo ser ejecutado por maulets.
En 1710, la guerra pareció tomar un sentido favorable al archiduque Carlos gracias a las victorias en Almenar y Zaragoza y una nueva entrada del archiduque Carlos en Madrid el 28 de septiembre. La ciudad de Valencia se rebeló de nuevo en contra de Felipe V, y los maulets volvieron a las calles esperando el desembarco de la armada austracista. Sin embargo, la rebelión fue sofocada, se confiscaron las armas y se desahuciaron las fortalezas. Tras esta nueva derrota, los maulets acabaron por huir a Cataluña, donde aún resistían los austracistas, con la intención de proseguir la lucha.
Sin embargo, con la proclamación del archiduque Carlos como nuevo emperador del Sacro Imperio Romano Germánico, este regresó a Austria, sus aliados abandonaron el conflicto y firmaron el Tratado de Utrecht, y posteriormente el de Rastatt, aceptando a Felipe V como nuevo rey de España. No obstante, los maulets y Basset siguieron luchando en Cataluña hasta que el 11 de septiembre de 1714 se puso fin al sitio de Barcelona. Entre los defensores de la ciudad se encontraban dos regimientos de maulets, el Mare de Déu dels Desemparats y el Sant Vicent Ferrer, que combatieron junto a otros voluntarios procedentes de Aragón y algunos de Hungría, Alemania e Italia. Los maulets muertos en los combates fueron enterrados en su mayor parte en el Fossar de les Moreres. Los supervivientes que no pudieron huir a Mallorca fueron arrestados y hechos prisioneros. Basset fue llevado a pie desde Alicante a su presidio definitivo en Fuenterrabía, Guipúzcoa, aunque logró escapar en 1719. Años más tarde, algunos de ellos marcharon a Viena a la corte del archiduque Carlos, entonces emperador Carlos VI.

## Actualidad
El término maulets responde al nombre de una asociación de jóvenes independentistas de Cataluña, Valencia y Baleares. En 2012 se disuelven para crear Arran, junto a otros organizaciones juveniles afines.

## Curiosidades
Los maulets han servido de tema para algunos grupos de música valencianos. Grupos como Al Tall, en su álbum Quan el mal ve d'Almansa..., u Obrint Pas, en su álbum Terra, incluyeron la canción «El cant dels maulets».